# Sabiá-pimenta
Sabiá-pimenta (nome científico: Carpornis melanocephala), é uma ave passeriforme da família dos cotingídeos (Cotingidae).

## Distribuição e habitat
O sabiá-pimenta está distribuído no leste do Brasil, localmente em Alagoas (Murici) e do sul da Bahia ao longo da costa atlântica até o nordeste do Paraná. Esta espécie é considerada rara em seu habitat natural, o sub-dossel e o estrato médio das florestas úmidas do bioma da Mata Atlântica, até 500 metros de altitude.

## Descrição
O sabiá-pimenta mede até 21 centímetros. Tem colocação verde e amarela e íris vermelha. O macho tem cabeça, pescoço e garganta pretos. Partes superiores uniformemente oliváceas. Peito verde-oliva pálido, tornando-se mais amarelo com ligeira barra escura no resto das partes inferiores. Bico escuro curto. Fêmea semelhante com oliva na coroa e nas laterais da cabeça. Vocaliza uma nota tzuc seca e oca seguida de assobio oco e descendente fUUuu, com duração de cerca de dois segundos.

## Conservação
O sabiá-pimenta foi classificada como ameaçado de extinção em grau vulnerável pela União Internacional para a Conservação da Natureza (UICN / IUCN) em sua Lista Vermelha porque sua população total, estimada entre 3 500 e 15 mil indivíduos, é considerada em declínio devido à perda de habitat e sua fragmentação devido ao aumento do desmatamento. Em 2005, foi classificado como vulnerável na Lista de Espécies da Fauna Ameaçadas do Espírito Santo; em 2010, como criticamente em perigo na Lista de Espécies Ameaçadas de Extinção da Fauna do Estado de Minas Gerais e vulnerável no Livro Vermelho da Fauna Ameaçada no Estado do Paraná; em 2011, como em perigo na Lista das Espécies da Fauna Ameaçada de Extinção em Santa Catarina; em 2014, como em perigo no Livro Vermelho da Fauna Ameaçada de Extinção no Estado de São Paulo e na Portaria MMA N.º 444 de 17 de dezembro de 2014; e em 2018, como vulnerável no Livro Vermelho da Fauna Brasileira Ameaçada de Extinção do Instituto Chico Mendes de Conservação da Biodiversidade (ICMBio).

## Sistemática
A espécie C. melanocephala foi descrita pela primeira vez pelo naturalista alemão Maximilian zu Wied-Neuwied em 1820 sob o nome científico Procnias melanocephalus; localidade tipo: "estrada do Quartel das Barreiras, do Rio Itapemirim ao Rio Itabapoana, sul do Espírito Santo, Brasil." O nome genérico feminino Carpornis deriva do grego karpos ("fruta") e ornis, ornithos ("pássaro") e significa "pássaro de frutas"; e o nome da espécie melanocephala, vem do grego melanos (preto) e kephalos (cabeça) e significa "cabeça preta".